# Student z Pragi (film 1913)
Student z Pragi (niem. Der Student von Prag) – niemiecki horror wyreżyserowany przez Stellana Rye i Paula Wegenera, należący do niemieckiego nurtu Autorenfilm; premiera filmu miała miejsce 22 sierpnia 1913 roku. 

## Znaczenie i charakterystyka
Film jest uważany za jeden z najważniejszych niemieckich obrazów artystycznych sprzed I wojny światowej oraz za film preekspresjonistyczny. Był też pierwszym filmem z niemieckiego nurtu filmów opartych na historiach fantastycznych o rodowodzie ludowym lub romantycznym – Märchenfilme. Historyk kina, Lotte Eisner napisała, że po obejrzeniu "Studenta z Pragi" Niemcy zrozumieli natychmiast, że kino może stać się doskonałym medium dla dręczących ich romantycznych niepokojów i może znakomicie oddać klimat fantastycznych wizji, wyłaniających się z nieskończonej głębi ekranu.
Nawiązujący do romantycznej fantastyki scenariusz powstał na podstawie poematu Alfreda de Musseta Grudniowa noc oraz opowiadania William Wilson Edgara Allana Poego. Jego autorem był autor fantastyki Hanns Heinz Ewers. Obraz ma wiele cech, które przesądzają o wartości klasycznych, niemieckich filmów z lat 20. XX wieku, nawiązując wprost do tradycji niemieckiego romantyzmu. John Gottowt, odtwórca roli Scapinellego, jest artystycznie postacią wprost hoffmanowską. 
W filmie zastosowano zaawansowane na owe czasy efekty specjalne (np. pojawianie się w jednym kadrze dwóch postaci granych przez tego samego aktora). Żydowska gmina w Pradze zabroniła reżyserowi kręcenia scen na cmentarzu żydowskim, w związku z czym został on odtworzony w studio.

## Fabuła
Film opowiada historię młodego studenta Balduina, który przybyszowi, Scapinellemu, sprzedaje swoje odbicie w lustrze. Odbicie zaczyna jednak żyć swoim własnym życiem, prześladując swojego właściciela, a ten – doprowadzony do rozpaczy – pragnie się go pozbyć. Strzela zatem w jego kierunku i tym samym zabija siebie samego.

## Obsada
- Paul Wegener – 
  - Balduin,
  - Sobowtór,
  - on sam
- Lyda Salmonova – Lyduschka
- Grete Berger – hrabianka Margit von Schwarzenberg
- Lothar Körner – hrabia Schwarzenberg
- Fritz Weidemann – baron Waldis-Schwarzenberg
- John Gottowt – Scapinelli
- Hanns Heinz Ewers – on sam